# Another Lonely Soul
Another Lonely Soul è il secondo studio album della band Alternative rock Novastar, pubblicato nel 2004 dalla WEA Records.
Ha raggiunto la posizione numero 1 nella classifica degli album in Belgio.

## Tracce
1. Lend Me Love – 4:53 (Piet Goddaer, Joost Zweegers)
2. Never Back Down – 4:18 (Goddaer, Zweegers)
3. Rome – 4:08 (Goddaer, Zweegers)
4. Faith – 5:01 (Goddaer, Zweegers)
5. When the Lights Go Down on the Broken Hearted – 4:39 (Goddaer, Zweegers)
6. Lost out Over You – 3:55 (Goddaer, Zweegers)
7. Ask for the Moon – 4:30 (Goddaer, Zweegers)
8. This Is a Road to Nowhere – 2:47 (Goddaer, Zweegers)
9. Don't Ever Let It Get You Down – 4:24 (Goddaer, Jonnie Most, Zweegers)
10. Still Learning to Fly – 4:11 (Goddaer, Zweegers)

Durata totale: 42:46

## Classifiche
| Classifica (2004-06) | Posizione più alta |
| -------------------- | ------------------ |
| Belgio (Fiandre)     | 1                  |
| Belgio (Vallonia)    | 56                 |
| Italia               | 60                 |
| Paesi Bassi          | 36                 |